# HMS Calypso (D61)
HMS Calypso (D61) là một tàu tuần dương hạng nhẹ thuộc lớp tàu tuần dương C của Hải quân Hoàng gia Anh Quốc, được chế tạo trong giai đoạn Chiến tranh Thế giới thứ nhất,

## Thiết kế và chế tạo
Calypso thuộc lớp phụ Caledon. Lớp phụ này, vốn còn bao gồm HMS Caledon, HMS Cassandra và HMS Caradoc, giữ lại kiểu dáng hai ống khói của hai lớp phụ trước đó; nhưng hệ thống động lực có khác biệt đôi chút, cũng như là cấu trúc thượng tầng. Dàn hỏa lực chính bao gồm năm khẩu BL 152 mm (6 inch) Mark XII, và dàn pháo hạng hai gồm hai khẩu QF 76 mm (3 inch) và hỏa lực phòng không gồm bốn khẩu 3 pounder.
Calypso được đặt lườn tại xưởng đóng tàu Hawthorn Leslie and Company vào ngày 17 tháng 2 năm 1916. Nó được hạ thủy vào ngày 24 tháng 1 năm 1917 và đưa ra hoạt động cùng Hải quân Hoàng gia vào ngày 21 tháng 6 năm 1917.

## Lịch sử hoạt động
Calypso được đưa vào hoạt động kịp thời để tham gia trận Heligoland Bight thứ hai vào ngày 17 tháng 11 năm 1917, khi nó cùng với tàu chị em HMS Caledon đánh chặn các tàu quét mìn của Đức gần bờ biển Đức Quốc. Trong trận đánh, cầu tàu của Calypso trúng phải một phát đạn pháo 305 mm (12 inch) làm thiệt mạng toàn bộ những người trên cầu tàu kể cả thuyền trưởng.
Calypso được gửi đến để giải cứu Hoàng gia Hy Lạp vào năm 1922 khi Vua Konstantinos của Hy Lạp thoái vị và một chính phủ quân sự độc tài nắm quyền. Em trai nhà vua, Hoàng tử Andrew của Hy Lạp và Đan Mạch bị một tòa án cách mạng buộc trục xuất vĩnh viễn cùng với gia đình (vốn bao gồm con trai Philippos vừa mới 18 tháng tuổi, sẽ là Hoàng tử Philip, Quận công Edinburgh tương lai). Chính phủ Anh nhận được tin tức về hoàn cảnh trên, và đã gửi Calypso đến để di tản Hoàng gia. Họ lên tàu với số tư trang tối thiểu; Philippos được mang trong một chiếc nôi làm từ hộp đựng cam. Hoàng gia được đưa đến Brindisi, nơi họ lên xe lửa để đi đến Paris.
Trong giai đoạn mở màn của Chiến tranh Thế giới thứ hai, Calypso phục vụ cùng Hải đội Tuần dương 7 trong các hoạt động tuần tra phong tỏa tại Bắc Hải giữa Scotland và Iceland. Vào ngày 24 tháng 9 năm 1939, Calypso ngăn chặn chiếc tàu buôn Đức Minden về phía Nam Iceland, nhưng thủy thủ đoàn của Minden đã đánh đắm tàu trước khi nó có thể bị chiếm. Ngày 22 tháng 11, Calypso chiếm được chiếc tàu buôn Đức Konsul Hendrik Fisser ngoài khơi Iceland.
Vào ngày 23 tháng 11, HMS Rawalpindi bị các tàu chiến-tuần dương Đức Scharnhorst và Gneisenau; Calypso đã tham gia vào việc săn đuổi các con tàu chiến Đức. Đến đầu năm 1940, Calypso được gửi đến Alexandria ở phía Đông Địa Trung Hải.
Hai ngày sau khi Phát xít Ý tuyên chiến với Anh Quốc, Calypso đang hoạt động tuần tra ngăn chặn tàu bè Ý đi đến Libya, khi nó trúng phải ngư lôi phóng từ tàu ngầm Ý Bagnolini do C.C. Franco Tosoni Pittoni chỉ huy,ở cách 80 km (50 dặm) về phía Nam mũi Lithion ở đảo Crete ở phía Đông Địa Trung Hải. Chiếc tàu tuần dương chìm lúc 00 giờ 59 phút ngày 12 tháng 6 năm 1940. Một sĩ quan và 38 thủy thủ đã chìm theo cùng với Calypso; đa số những người sống sót được tàu khu trục HMS Dainty cứu vớt và đưa về Alexandria. Calypso trở thành chiếc tàu đầu tiên của Hải quân Hoàng gia (và của Anh Quốc) bị Hải quân Ý đánh chìm trong Chiến tranh Thế giới thứ hai.